# Squalus grahami
Squalus grahami es un escualiforme de la familia Squalidae, que habita en la costa norte de Queensland, a profundidades de entre 220 y 500 m. Su longitud máxima es de 64 cm.
Su reproducción es ovovivípara.